# 海克·克默尔
海克·克默尔（德語：Heike Kemmer，1962年4月24日—），德国女子马术运动员，主攻盛装舞步。她曾代表德国参加2004年和2008年夏季奥林匹克运动会马术比赛，获得二枚金牌和一枚铜牌。